# Körnbach
Der Körnbach (in lokaler Mundart auch Kermich genannt) ist ein etwa drei Kilometer langer Nebenfluss der Zahmen Gera bei Geraberg am Nordrand des Thüringer Waldes.

## Verlauf
Seine Quellen (Clementinenquelle, Schlossquelle und andere) liegen in knapp 700 Metern Höhe am Osthang der Hohen Warte südwestlich von Elgersburg. Er fließt in nördlicher Richtung weiter, vorbei am Naturtheater Elgersburg und am Goethefelsen. An der Stelle, wo der Körnbach aus dem Wald austritt, stößt von Osten der Gera-Radweg ins Tal, das er bis zur Mündung des Baches begleitet. Nachdem der Bach die Straße von Elgersburg nach Arlesberg unterquert hat, folgt in seinem Tal der Elgersburger Sportplatz. Der Körnbach fließt zwischen Mönchsheide im Osten und Krummer Schlaufe im Westen weiter nach Geraberg, wo er im letzten Abschnitt verrohrt und damit unsichtbar, in etwa 430 Metern Höhe von rechts in die Zahme Gera einmündet. 